# Hrabstwo Bayfield
Hrabstwo Bayfield – hrabstwo w USA, w stanie Wisconsin, według spisu z 2009 roku liczba ludności wynosiła 14 789. Siedzibą hrabstwa jest Washburn.

## Geografia
Według spisu z 2000 roku hrabstwo zajmuje powierzchnię 2 041,53 mil2 (5 287,54 km²), z czego 1 476,25 mil2 (3 823,47 km²) stanowią lądy, a 565,28 mil2 (1 464,07 km²) stanowią wody.

### Sąsiednie hrabstwa
- Hrabstwo Ashland – wschód
- Hrabstwo Sawyer – południe
- Hrabstwo Washburn – południowy zachód

Stan Wisconsin na mapie USA

- Hrabstwo Douglas – zachód
- Hrabstwo Lake – północ

## Demografia
Według spisu z 2000 roku hrabstwo zamieszkuje 15 013 osób, które tworzą 6207 gospodarstw domowych oraz 4276 rodzin. Gęstość zaludnienia – 3 osoby/km². Na terenie hrabstwa jest 11 640 budynków mieszkalnych o częstości występowania wynoszącej 2 budynki/km². Hrabstwo zamieszkuje 88,46% ludności białej, 0,13% ludności czarnej, 9,39% rdzennych mieszkańców Ameryki, 0,27% Azjatów, 0,01% mieszkańców  wysp Pacyfiku, 0,26% ludności innej rasy oraz 1,49% ludności wywodzącej się z dwóch lub więcej ras, 0,61% ludności to Hiszpanie, Latynosi lub inni.
W hrabstwie znajduje się 6207 gospodarstw domowych, w których 28,90% stanowią dzieci poniżej 18 roku życia mieszkający z rodzicami, 55,90% małżeństwa mieszkające wspólnie, 7,80% stanowią samotne matki oraz 31,10% to osoby nie posiadające rodziny. 26,40% wszystkich gospodarstw domowych składa się z jednej osoby oraz 11,50% żyje samotnie i ma powyżej 65 roku życia. Średnia wielkość gospodarstwa domowego wynosi 2,40 osoby, a rodziny wynosi 2,88 osoby.
Przedział wiekowy populacji hrabstwa kształtuje się następująco: 24,60% osób poniżej 18 roku życia, 5,30% pomiędzy 18 a 24 rokiem życia, 25,20% pomiędzy 25 a 44 rokiem życia, 28,50% pomiędzy 45 a 64 rokiem życia oraz 16,40% osób powyżej 65 roku życia. Średni wiek populacji to 42 lata. Na każde 100 kobiet przypada 102,20 mężczyzn. Na każde 100 kobiet powyżej 18 roku życia przypada 100,70 mężczyzn.

## Miasta
- Barksdale
- Barnes
- Bayfield – city
- Bayfield – town
- Bayview
- Bell
- Cable
- Clover
- Delta
- Drummond
- Eileen
- Grandview
- Hughes
- Iron River
- Kelly
- Keystone
- Lincoln
- Mason
- Namakagon
- Orienta
- Oulu
- Pilsen
- Port Wing
- Russell
- Tripp
- Washburn – city
- Washburn – town

## Wioski
- Mason

## CDP
- Cable
- Cornucopia
- Drummond
- Grand View
- Herbster
- Iron River
- Port Wing